# Пам'ятник Тарасові Шевченку (Афіни, 2006)
Пам'ятник Тарасові Шевченку в Афінах був відкритий в березні 2006 року на честь 192 річниці з дня народження Тараса Шевченка у дворі Посольства  України в Греції 
Захід організували Світова організація діаспор (WDO) та посольства України в Афінах. На церемонії були присутні посол України в Греції Валерій Цибух, представник України у WDO Валентина Балабанова, народна артистка України, а також лауреат Національної премії імені Тараса Шевченка Володимир Гришко, відомий український скульптор Олег Пінчук та гімнастка, олімпійська чемпіонка Лілія Подкопаєва.